# Галинович, Марио
Марио Галинович (хорв. Mario Galinović; 15 ноября 1976, Осиек) — хорватский футболист, вратарь. За сборную Хорватии сыграл 2 игры.

## Карьера в клубе
Начал профессиональную карьеру в чемпионате Хорватии в клубе «Осиек», где он выступал с 1993 года. Первый матч в основном составе команды провёл только в сезоне 1995/96, это был единственный его выход на поле в том сезоне. Следующие два сезона не имевший игровой практики молодой вратарь провёл в клубе второго хорватского дивизиона «Белишче». В сезоне 1998/99 он вернулся в «Осиек», в котором с успехом поборолся за место в составе и провёл 12 матчей чемпионата. Вместе с клубом он принимал участие в матчах Кубка УЕФА, стал в 1999 году обладателем Кубка Хорватии. Однако следующие два года Галинович снова провёл на скамье запасных, проведя в сезоне 1999/00 лишь 3 матча, а сезоном позже ни разу не появившись на поле. Переломным стал сезон 2001/02, когда после ухода основного голкипера «Осиека» Владимира Балича Галинович прочно занял место в воротах клуба.
Летом 2002 года он перешёл в другой хорватский клуб, «Камен Инград» из города Велика, и провёл в нём два сезона в качестве основного голкипера, приняв участие во всех матчах клуба в чемпионате. В 2003 году в составе команды играл в матчах Кубка УЕФА против немецкого «Шальке 04», по итогам которых хорватская команда уступила более именитому клубу лишь со счётом 0:1, после гола, забитого в Гельзенкирхене за 14 минут до конца второго матча серии.
В июле 2004 года, в качестве свободного агента, Галинович перешёл в «Панатинаикос». Первые два сезона с успехом соперничал за место в воротах с вратарём сборной Камеруна Пьером Эбеде. С греческим клубом Галинович дебютировал в матчах Лиги чемпионов во встрече с «Русенборгом» в сентябре 2004 года. Позднее он принял участие ещё в одном матче турнира, а весной 2005 года защищал ворота команды в противостоянии с испанской «Севильей» в Кубке УЕФА, завершившемся поражением с общим счётом 1:2. В сезоне 2005/06 Галинович был основным вратарём команды в розыгрыше Лиги чемпионов, играл во всех 6 матчах группового этапа турнира.

## Карьера в сборной
В 1994 году провёл четыре матча в составе юношеской сборной Хорватии. Дебют Галиновича в главной национальной команде состоялся 13 июня 1999 года в товарищеском матче против сборной Египта на турнире «Кубок Кореи» в Сеуле (счёт встречи — ничья 2:2). Позднее он долгое время не вызывался в сборную. Во время отборочного турнира на чемпионат Европы 2008 года Галинович вновь стал призываться в состав хорватской команды, в качестве третьего вратаря. Кроме первого матча, в футболке сборной он выходил на поле лишь однажды — 16 октября 2007 года, отыграв один тайм в товарищеской встрече со сборной Словакии.

## Достижения
- Обладатель Кубка Хорватии: 1998/99
- Чемпион Греции: 2009/10
- Обладатель Кубка Греции: 2009/10